# ان‌جی‌سی ۲۷۲
ان‌جی‌سی ۲۷۲ (انگلیسی: NGC 272) یک خوشه باز است که در صورت فلکی آندرومدا قرار دارد. این خوشه در ۲ آگوست ۱۸۶۴ توسط هاینریش لویی داره کشف شد.